# طب المسافرين

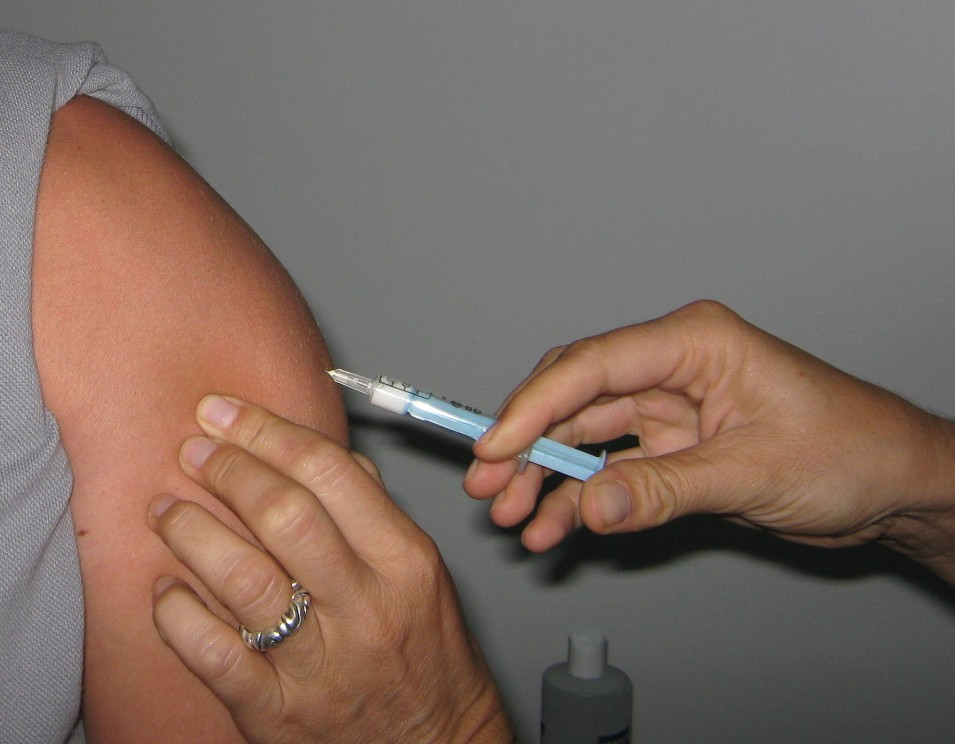
التطعيم ضد فيروس H1N1

طب المسافرين (بالإنجليزية: Travel medicine)‏ وهو الطب الذي يعنى بصحة المسافرين والسواح، وهو فرع من فروع الطب المهني الذي يهتم بصحة وسلامة الطيارين وكافة العاملين بمهنة الطيران بالإضافة إلى المسافرين.

## العولمة والسفر
ان العولمة تسهل انتشار المرض حيث يزيد عدد المسافرين الذين يتعرضون للبيئات صحية مختلفة. وتشمل مجالات المحتوى الرئيسية لطب المسافر ين، الأوبئة من المخاطر الصحية للمسافر، اللقاحات، الوقاية من، وتقديم المشورة قبل السفر للحفاظ على صحة ما يقرب من 600 مليون مسافر دولي. وتشير التقديرات إلى أن نحو 80 مليون مسافر سنويا يذهبون من البلدان المتقدمة إلى البلدان النامية. .

## الوفيات والامراض
تفيد الدراسات بان معظم وفيات المسافرين المسجلة سبهها أمراض القلب والأوعية الدموية، في حين أن بالحوادث أو الامراض المعدية اقل .

## التخصصات
التخصصات في مجال طب السفر يشمل مجموعة واسعة من التخصصات بما في ذلك علم الأوبئة ، الأمراض المعدية، الصحة العامة، الطب الاستوائي، علم وظائف الأعضاء ,المتعلقة بالسفر والتوليد، الطب النفسي، الطب المهني والطب العسكري والطب الهجرة، والصحة البيئية.

## التركيز

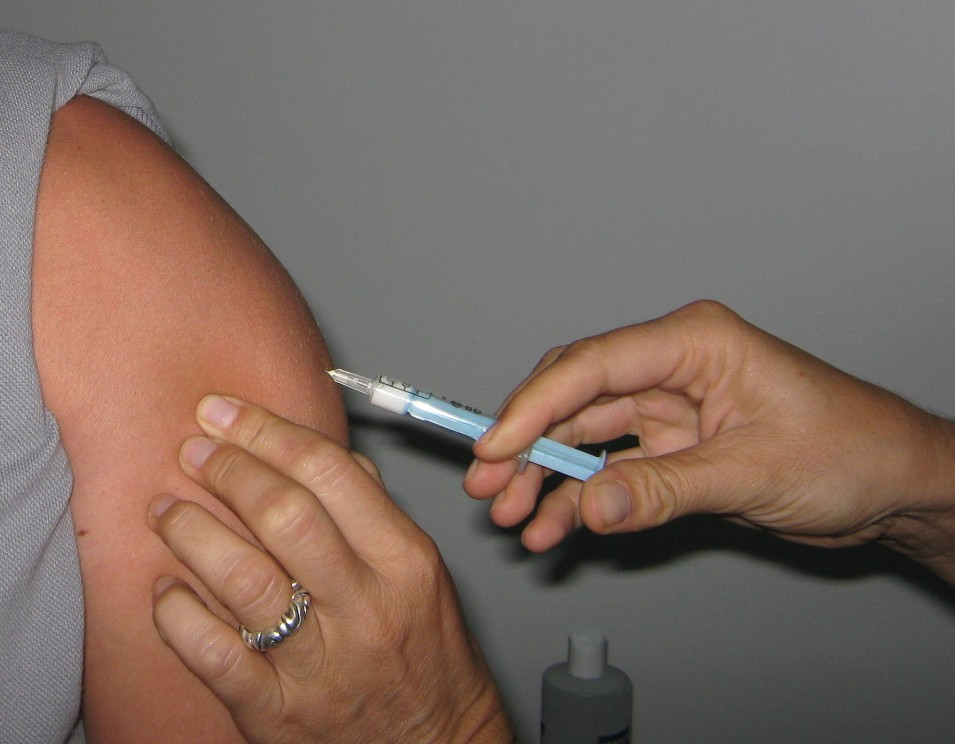

ويشمل طب السفر المشورة قبل السفر والتقييم والتخطيط للطوارئ أثناء السفر، وبعد السفر المتابعة والرعاية. يتم توفير المعلومات من قبل منظمة الصحة العالمية التي تتناول القضايا الصحية للمسافرين لكل بلد فضلا عن المخاطر الصحية المحددة من السفر جوا . . تنشر تقيم وتصل إلى أحدث المعلومات. المجالات الرئيسية للنظر في طب المسافر، هي التطعيم وللالست الأولى:
1. الحشرات: طارد الحشرات، الناموسيات، الأدوية المضادة للملاريا
2. ابتلاع: سلامة مياه الشرب والمواد الغذائية
3. : طيش فيروس نقص المناعة البشرية، أمراض المنقولة جنسيا
4. الإصابات: الحوادث تجنب، السلامة الشخصية
5. الغمر: البلهارسيا
6. التأمين: التغطية والخدمات أثناء السفر، والحصول على الرعاية الصحية

## مشاكل أمراض معينة
الحمى الصفراء
التهاب السحايا
الملاريا

## طالع
طب الكوارث

## وصلات خارجية
- CDC Travelers' Health - includes information on destinations, outbreaks, and recommended or required vaccinations
- International Association for Medical Assistance to Travellers (IAMAT)
- International Society of Travel Medicine
- WHO - List of Country Members - includes information on outbreaks and health profiles
- Thai Travel Clinic